# Nyctemera buruana
Nyctemera buruana là một loài bướm đêm thuộc phân họ Arctiinae, họ Erebidae.